# Ceroctena
Ceroctena là một chi bướm đêm thuộc họ Erebidae.

## Các loài
- Ceroctena amynta (Cramer, [1779])